# Comuna de Witonia
Witonia (polaco: Gmina Witonia) é uma gminy (comuna) na Polónia, na voivodia de Lodz e no condado de Łęczycki. A sede do condado é a cidade de Witonia.
De acordo com os censos de 2004, a comuna tem 3575 habitantes, com uma densidade 59,1 hab/km².

## Área
Estende-se por uma área de 60,54 km², incluindo:
- área agrícola: 90%
- área florestal: 1%

## Demografia
Dados de 30 de Junho 2004:
|                      | Total   | Total | Mulheres | Mulheres | Homens  | Homens |
| -------------------- | ------- | ----- | -------- | -------- | ------- | ------ |
|                      | pessoas | %     | pessoas  | %        | pessoas | %      |
| População            | 3575    | 100   | 1802     | 50,4     | 1773    | 49,6   |
| Densidade (pop./km²) | 59,1    | 100   | 29,8     | 29,8     | 29,3    | 29,3   |

De acordo com dados de 2002, o rendimento médio per capita ascendia a 1302,52 zł.

## Subdivisões
- Anusin, Budki Stare, Gajew, Gledzianów, Gledzianówek, Gołocice, Kuchary, Nędzerzew, Oraczew, Romartów, Rybitwy, Szamów, Wargawka, Węglewice, Witonia.

## Comunas vizinhas
- Daszyna, Góra Świętej Małgorzaty, Krzyżanów, Kutno, Łęczyca